# Pact (Isère)
Pact település Franciaországban, Isère megyében. Lakosainak száma 864 fő (2022. január 1.). Pact Lapeyrouse-Mornay, Beaurepaire, Bellegarde-Poussieu, Jarcieu, Moissieu-sur-Dolon és Revel-Tourdan községekkel határos.

## Népesség
A település népességének változása:
| Lakosok száma | 462  | 480  | 560  | 763  | 833  | 840  | 841  | 855  | 858  | 864  |
|               | 1968 | 1982 | 1990 | 2006 | 2013 | 2015 | 2017 | 2019 | 2020 | 2022 |